# Řehoř XV.
Řehoř XV., rodným jménem Alessandro Ludovisi, (9. ledna 1554 – 8. července 1623), byl papežem od roku 1621 do roku 1623.

## Život a pontifikát
Alessandro Ludovisi se narodil ve šlechtické rodině sídlící v Bologni. Vystudoval práva, přijal duchovní svěcení a vstoupil do papežských služeb římské kurie. Roku 1612 se stal arcibiskupem v Bologni a v roce 1614 obdržel kardinálský klobouk.

Byl aktivním propagátorem protireformace. Zároveň se velmi angažoval v misijní činnosti, z jeho iniciativy vznikla roku 1622 kongregace Propagandy víry, které podléhaly všechny katolické misie.
Za svůj poměrně krátký pontifikát jmenoval i několik kardinálů, z nichž nejznámější byl dozajista kardinál Richelieu. V roce 1622 svatořečil Ignáce z Loyoly.